# Rosemary Dexter
Rosemarie Dexter (Quetta, 19 de julio de 1944-Recanati, 8 de septiembre de 2010), conocida como Rosemary Dexter, fue una actriz de cine británica que trabajó en Italia.

## Biografía
Nacida en Quetta (actual Pakistán) de padre británico y madre anglobirmana, entró en la industria cinematográfica en 1963, cuando durante unas vacaciones en Roma conoció al director Ugo Gregoretti, quien le ofreció un papel importante en su película de ciencia ficción Omicron. Luego se convirtió en una actriz muy activa hasta mediados de los años setenta, cuando se retiró de la actuación a los 32 años.
Fue encontrada muerta en su casa de Recanati, en septiembre de 2010. Llevaba mucho tiempo sufriendo una enfermedad.

## Filmografía seleccionada
- Omicron (1963)
- Oltraggio al pudore (1964)
- Desideri d'estate (1964)
- Los amantes de Verona (1964)
- Casanova 70 (1965)
- Altissima pressione (1965)
- Per qualche dollaro in più (1965)
- Un uomo a metà (1966)
- Gente d'onore (1967)
- Per amore... per magia... (1967)
- El desperado (1967)
- Il sesso degli angeli (1968)
- House of Cards (1968)
- Las sandalias del pescador (1968)
- Marquis de Sade: Justine (1969)
- I quattro del pater noster (1969)
- Vendetta for the Saint  (1969)

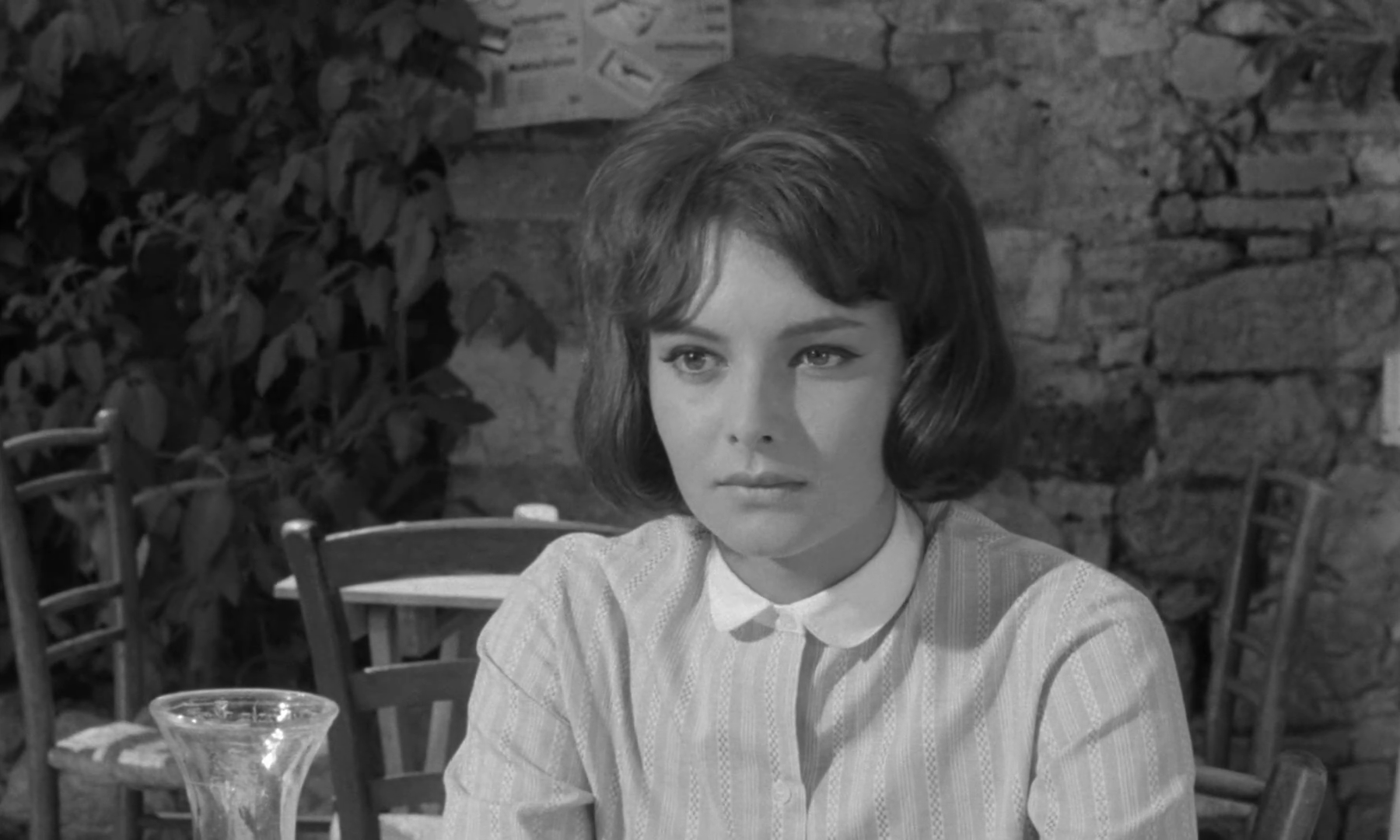
Dexter en Desideri d'estate (1964).

- Violenza al sole - Una estate in quattro (1969)
- Come Together (1971)
- Mazzabubù... Quante corna stanno quaggiù? (1971)
- I figli chiedono perché (1972)
- L'occhio nel labirinto (1972)
- L'ultimo uomo di Sara (1973)
- Sette ore di violenza per una soluzione imprevista (1973)
- Mio Dio, come sono caduta in basso! (1974)
- La minorenne (1974)
- Catene (1974)
- Povero Cristo (1975)